# Northrop F-20 Tigershark
El Northrop F-20 Tigershark (inicialmente conocido como F-5G) fue un avión de caza diseñado y construido por la empresa estadounidense Northrop como un proyecto privado. Empezando su desarrollo en 1975, fue ofrecido para su venta durante los años 1980, para posteriormente ser cancelado en los años 1990 al no lograr ningún acuerdo para su venta.
El proyecto, que empezó como una evolución del Northrop F-5 Freedom Fighter, finalmente sería una aeronave completamente nueva, con una cierta semejanza al F-5.

## Desarrollo y diseño
Fue designado inicialmente como F-5G, nombre que fue aprobado por la USAF en mayo de 1981. La petición inicial para utilizar el nombre de F-20 fue inicialmente denegada en 1982, dado que la USAF proponía que se utilizase el nombre de F-19, nombre que finalmente nunca sería utilizado. Finalmente, la USAF concedió la aprobación para utilizar la designación de F-20 en noviembre de 1982 y el apodo de Tigershark en marzo de 1983. 
El principal cambio que se proponía en el F-20 era el reemplazo de los dos motores originales del F-5, los General Electric J85, por un único motor turbofán, el General Electric F404. Esto permitía incrementar el empuje de la aeronave en un 60 %. Al igual que el F-5, estaba diseñado como un avión de bajo coste, de altas prestaciones y de fácil mantenimiento. Podía alcanzar velocidades de hasta Mach 2,1, y disponía de un alcance de 2760 km. La aeronave también se diferenciaba en que ofrecía una aviónica mejorada, montando un radar General Electric AN/APG-67 que ofrecía una mejora sustancial sobre el radar Emerson AN/APQ-159 que montaba el F-5E/F Tiger II.
El F-20 realizó su primer vuelo el 30 de agosto de 1982, y fueron fabricados un total de tres prototipos. Se pretendía que esta aeronave se vendiese a países extranjeros, pero el mercado se decantó por otras opciones, a la vez que el presidente Ronald Reagan bajó las restricciones para la venta de aviones como el F-16 Fighting Falcon a otros países. Además, el Gobierno de los Estados Unidos nunca se interesó por el avión. Durante esta década, seleccionó al F-16 como el avión de reemplazo para la USAF, lo cual hizo que otros países no se interesasen por el F-20, y en cambio demostrasen su interés en el F-16. 
Tras seis años de promoción, y sin clientes que se decidiesen por su compra, Northrop canceló el proyecto, que hasta la fecha había supuesto un coste de 1200 millones de dólares.

## Especificaciones
Referencia datos: Northrop F-5/F-20/T-38, Complete Encyclopedia of World Aircraft

### Características generales
- Tripulación: Uno (piloto)
- Longitud: 14,4 m (47,2 ft)
- Envergadura: 8,5 m (28 ft) (con misiles en las puntas alares); 8,13 m (sin ellos)
- Altura: 4,2 m (13,8 ft)
- Superficie alar: 18,6 m² (200,2 ft²)
- Peso vacío: 5964 kg (13 144,7 lb)
- Peso cargado: 7021 kg (15 474,3 lb)
- Peso máximo al despegue: 12 474 kg (27 492,7 lb)
- Planta motriz: 1× turbofán General Electric F404-GE-100.
  - Empuje normal: 76 kN (7750 kgf; 17 086 lbf) de empuje.

### Rendimiento
- Velocidad nunca excedida (Vne): Mach 2
- Alcance en combate: 556 km para misión hi-lo-hi con 2 depósitos lanzables de 1250 l
- Alcance en ferry: 2759 km con 3 depósitos lanzables de 1250 l
- Techo de vuelo: 16 800 m (55 118 ft)
- Régimen de ascenso: 255 m/s (50 196 ft/min)
- Carga alar: 395 kg/m² (80,9 lb/ft²)
- Empuje/peso: 1:1

### Armamento
- Cañones: 

  - 2x cañón Pontiac M39A2 de 20 mm en el morro, con 280 disparos por arma
- Puntos de anclaje: 5 puntos externos con una capacidad de 3600 kg de bombas, misiles, cohetes y hasta 3 tanques lanzables, para cargar una combinación de:  
  - Bombas: Diferente munición aire-superficie como la serie Mark 80 de bombas no guiadas (incluyendo las bombas de prácticas de 3 y 14 kg), bombas de racimo CBU-24/49/52/58, bomba de propaganda M129.
  - Cohetes: 

    - 2x lanzacohetes CRV7 o
    - 2x lanzacohetes LAU-10 con 4 cohetes Zuni de 127 mm cada uno o
    - 2x lanzacohetes Matra con 18x cohetes SNEB de 68 mm cada uno

  - Misiles: 

    - 2x AIM-9 Sidewinder en raíles de las puntas alares (similar al F-16 y F/A-18)
    - Hasta 4x AIM-7 Sparrow, o AIM-120 AMRAAM en raíles subalares
    - Hasta 5x misiles aire-superficie AGM-65 Maverick en los anclajes

### Aviónica
- General Electric AN/APG-67

## Aeronaves relacionadas

### Desarrollos relacionados
- Northrop F-5
- T-38 Talon
- YF-17 Cobra

### Aeronaves similares
- / JF-17 Thunder
- F-16 Fighting Falcon
- HAL Tejas
- Saab 39 Gripen
- AIDC F-CK-1 Ching-kuo

### Secuencias de designación
- Secuencia F-_ (Cazas estadounidenses, 1962-presente): ← F-16/XL/VISTA - F-17 - F-18/E/F/G - F-20 - F-21 - F-22/YF-22/FB-22 - F-23 →